# Nothrotheriidae
Nothrotheriidae jsou vyhynulá čeleď lenochodů, jež je pokládána za blízce příbuznou čeledi Megatheriidae. Na rozdíl od ní a většiny dalších evolučních linií pozemních lenochodů však nezahrnovala zcela gigantické formy, hmotnost rodu Nothrotheriops se odhaduje na 323–463 kg. Zástupci této čeledi žili od přelomu spodního a středního miocénu před asi 15 miliony lety do svrchního pleistocénu a spodního holocénu před asi 8 700 lety. Centrum jejich výskytu se nalézalo ve středních a severních oblastech Jižní Ameriky. Od pleistocénu se však vyskytovali také na jihu a jihozápadě Severní Ameriky. Čeleď nebyla příliš rozmanitá, většina zástupců je známa pouze z několika fosilních nálezů. Zejména o mladších druzích se však díky výborně zachovaným fosilním pozůstatkům podařilo nastřádat značné množství informací.
Jako všichni lenochodi se i zástupci čeledi Nothrotheriidae živili čistě býložravě. Nálezy výkalů umožnily prozkoumat preferovanou stravu, jež zahrnovala převážně měkčí části rostlin. Rekonstrukce jídelníčku současně umožňuje i rekonstrukci obývaných biotopů, přičemž minimálně na jihu Severní Ameriky tato zvířata obývala sušší krajinu. Raritní nálezy měkkých tkání umožnily výzkum osrstění, z něhož mj. vyplývá, že lenochodi z čeledi Nothrotheriidae zřejmě nebyli adaptováni na chlad tak dobře jako zástupci čeledi Mylodontidae. Ze západního pobřeží Jižní Ameriky pochází nález semiakvatického zástupce rodu Thalassocnus. Podobně jako ostatní pozemní lenochodi se i zástupci čeledi Nothrotheriidae pohybovali po čtyřech, ale pravděpodobně se dokázali postavit na zadní.
První fosilní nálezy těchto lenochodů objevil Peter Wilhelm Lund, a to ve 30. letech 19. století v jihovýchodní Brazílii. Další nálezy pocházely také z Argentiny, typový rod Nothrotherium byl nicméně popsán až o 50 let později. První důkazy o výskytu rodu Nothrotherium v Severní Americe pocházejí z počátku 20. století. Jako samostatná čeleď vystupují Nothrotheriidae od konce 20. století.